# Sorel-en-Vimeu
Sorel-en-Vimeu är en kommun i departementet Somme i regionen Hauts-de-France i norra Frankrike. Kommunen ligger i kantonen Hallencourt som tillhör arrondissementet Abbeville. År 2022 hade Sorel-en-Vimeu 233 invånare.

## Befolkningsutveckling
Antalet invånare i kommunen Sorel-en-Vimeu
| Referens: INSEE |